# Mainzer Aktien-Bierbrauerei

Logo der Mainzer Aktien Bierbrauerei

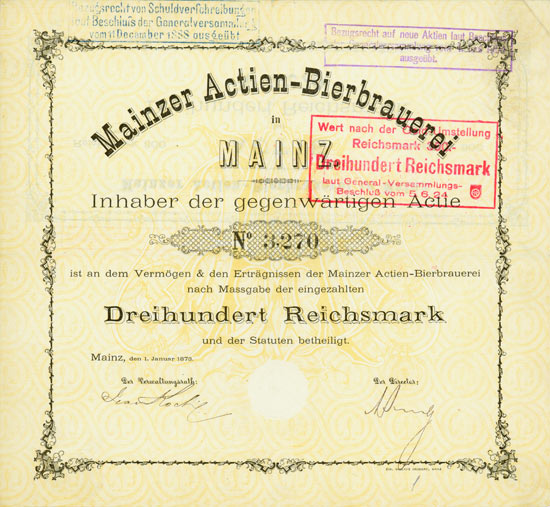
Aktie über 300 Reichsmark der Mainzer Actien-Bierbrauerei vom 1. Januar 1873

Die Mainzer Aktien-Bierbrauerei war eine Brauerei in Mainz. Sie fiel dem großen Brauereisterben der 1980er Jahre zum Opfer.

## Geschichte
Als eine der ersten deutschen Großbrauereien auf Aktien wurde diese Brauerei am 22. Oktober 1859 durch ein Konsortium Mainzer Großkaufleute gegründet. 1872 wurde aus der ursprünglichen Brey’schen die Mainzer Actien-Bierbrauerei. Das Unternehmen war um diese Zeit bereits zur größten westdeutschen Brauerei herangewachsen. Während des Zweiten Weltkriegs boten die in den Berg gebauten Gewölbekeller der Aktien-Brauerei für etwa 10.000 Mainzer und Mainzerinnen Schutz vor den Luftangriffen. 1982 legte der Binding-Konzern, der seit Ende der 1960er Jahre die Aktienmehrheit hatte, die Produktion still und beendete 10 Jahre später auch die dort noch betriebene Auslieferung.

## Anlage

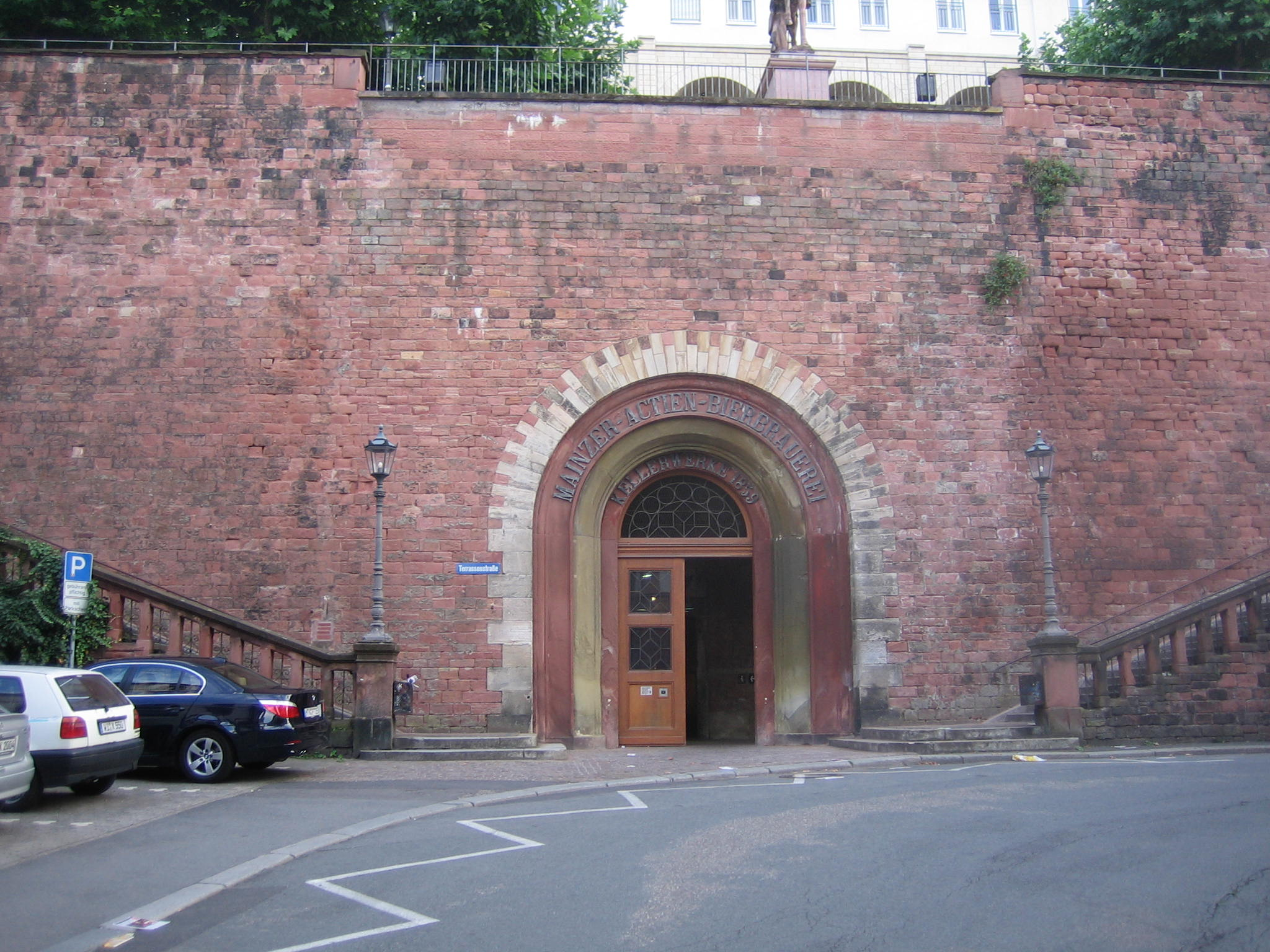
Hauptkellertor

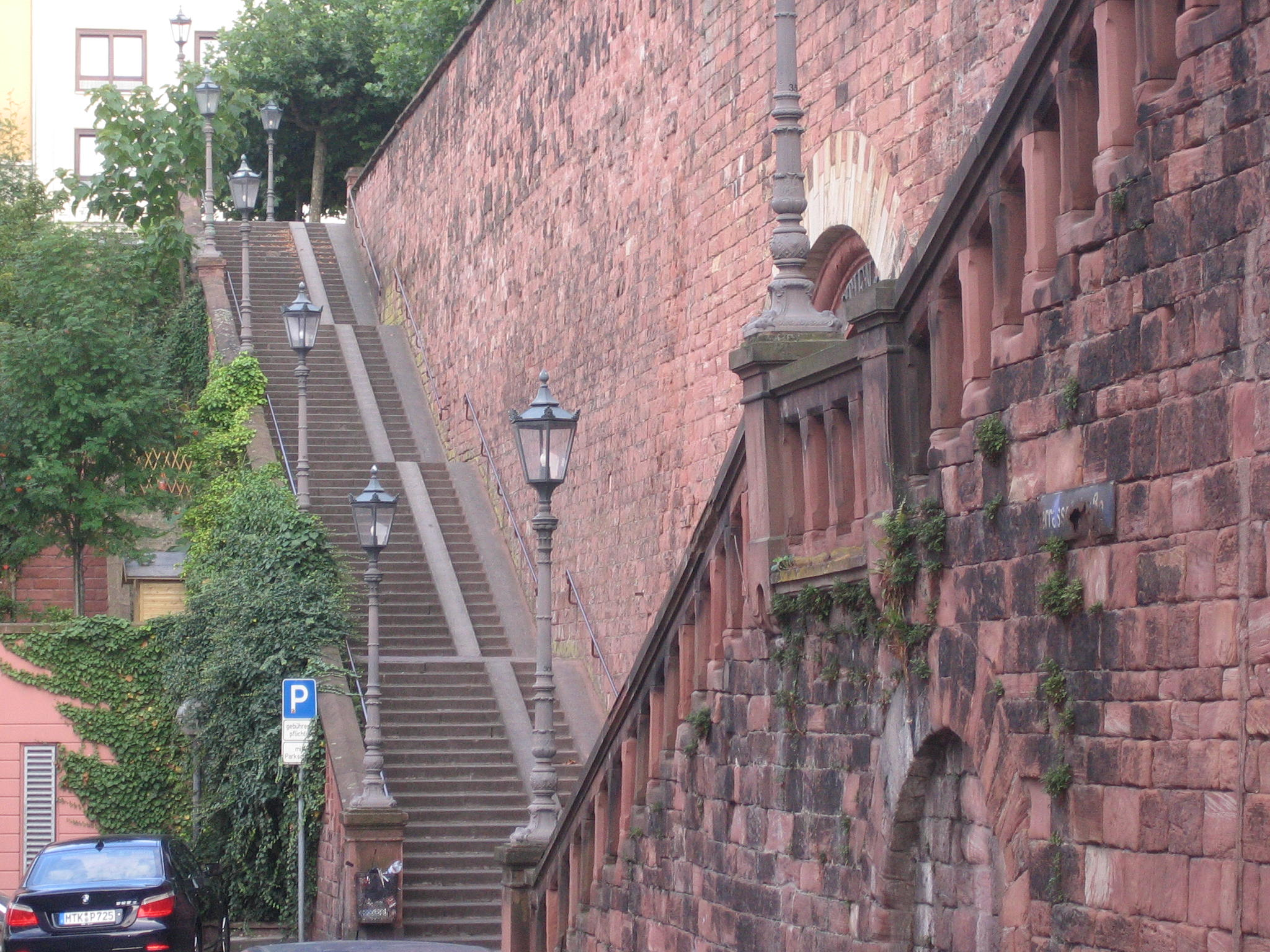
Treppenaufgänge

Die Marktschänke war eines von zwei Gasthäusern, in denen Deputatgutscheine der MAB eingelöst werden konnten.

Die Gebäude der Brauerei lagen auf dem Kästrich, jenem alten, hochgelegenen Stadtteil, auf dem sich das Castrum, befestigtes Lager der Römer, befand. Die Gebäude der Brauerei umfassten eine Fläche von 30.600 m² und waren meist in Naturbruchstein ausgeführt. Architekt der ersten, im II. Weltkrieg stark beschädigten, qualitätvollen Gebäude war Ignaz Opfermann. Das zur Stadt hin gerichtete Direktionsgebäude wurde in den 1980er Jahren als angeblich belangloser Industriebau (Mälzerei) von der Denkmalpflege auf Druck der Regierung zum Abriss freigegeben. Es war das Sterbehaus des Komponisten und Dichters Peter Cornelius, dessen Frau Bertha Jung der Direktorenfamilie entstammte.
Zwischen 1986 und 1990 wurde auf dem ehemaligen Gelände der Brauerei und des Brauereiausschanks „Zum Rad“ (beliebtes Ausflugslokal, nach dem Zweiten Weltkrieg Ort von Operettenaufführungen und der ersten Fassenachtsitzungen) die Wohnanlage Kästrich mit 454 Wohnungen und 15 Läden errichtet. Heute ist nur noch eines der Hauptkellertore am oberen Ende der Emmerich-Josef-Straße erhalten. Vom Tor weg bewegen sich zwei gegenläufige Treppen auf die Kupferbergterrasse, bis ca. 1960 „Mathildenterrasse“ zu Ehren von Mathilde Karoline von Bayern, Großherzogin von Hessen und bei Rhein.

## Technische Ausstattung – Fortschritt führt zur Großbrauerei
Die Erzeugung künstlicher Kälte hat die Braustätte als zweite deutsche Brauerei eingeführt. Der Kältebedarf wurde zeitweise durch sieben Linde’sche Ammoniak-Kompressoren mit den entsprechenden Verdampfern, Generatoren und Berieselungskondensatoren gedeckt. Diese stellten täglich ein Äquivalent von 400 Tonnen Eis in Form von Kälteleistung her, die wohl kaum herbeigeschafft hätten werden können. Und dies, obwohl die Würzekühlung noch mit einer Fläche von 700 m² natürlich in Kühlschiffen stattfand, bevor die Würze in den Gärkeller mit 10.000 Hektoliter Fassungsraum befördert wurde. Die Lagerkeller waren vierfach übereinander angeordnet und umfassten 28 Abteilungen für eine Reifung von 102.000 hl Bier.
Die Aktie verfügte über eine eigene Mälzerei, die den gesamten Bedarf (8000 t pro Jahr) der Brauerei deckte. Das Markenzeichen der Brauerei bildet das seit der Römerzeit als Symbol für das alte Mogontiacum gebräuchliche Mithras-Rad als Wort- und Bildmarke: Rad, Doppelrad, Doppelrad Gold und Mainzer Rad-Pils (siehe auch: Mainzer Rad).

## Historie innerhalb der Stadt
Eine wirtschaftliche Analyse durch Georg Wilhelm von Wedekind in den Vaterländischen Berichten ergab im Jahr 1835 folgendes Bild:

„Bierbrauereien: Obgleich in Schlitz, Lauterbach, Biedenkopf, Gießen, Friedberg, Lich, Oberstadt, Großbieberau, Erbach, Beerfelden, Mossau und einigen Orten der Provinz Rheinhessen bessere Biere gebraut werden, so bedarf doch diese Fabrikation noch sehr der Vervollkommnung.“

Trotzdem wurde die Biersteuer im Großherzogtum 1842 und dann nochmals 1858, ein Jahr vor Gründung der MAB erhöht; 1858 sogar um 50 %.
Der Gründung der Aktienbierbrauerei ging bereits im Sommer 1856 ein erster Versuch voran, eine Großbrauerei auf Aktienbasis in Mainz zu errichten. Die Aufgabe des Brauetablissements solle sein, durch ein nach bayrischer Art gebrautes Bier einerseits den Import dieses Artikels überflüssig zu machen, andererseits unserer Stadt die Vorteile eines sich bietenden Exports zukommen zu lassen.
Der zweite Versuch einer Gründung glückte dann Anfang des Jahres 1859. Die Gründer waren der Spezereiwarenhändler Johann Strigler, der Bankier Abraham Mayer jun. und der Kaufmann Wilhelm Boos. Innerhalb der Festungsmauern der Stadt konnte ein Teil der frühen Stadterweiterung für die Neuinvestition genutzt werden (siehe auch: Geschichte der Stadt Mainz). Zur Zeit der Gründung befanden sich mehr als 30 Brauhäuser, meist Hausbrauereien, bei einer Einwohnerzahl von 36000 in der engen Mainzer Altstadt.

## Infrastruktur

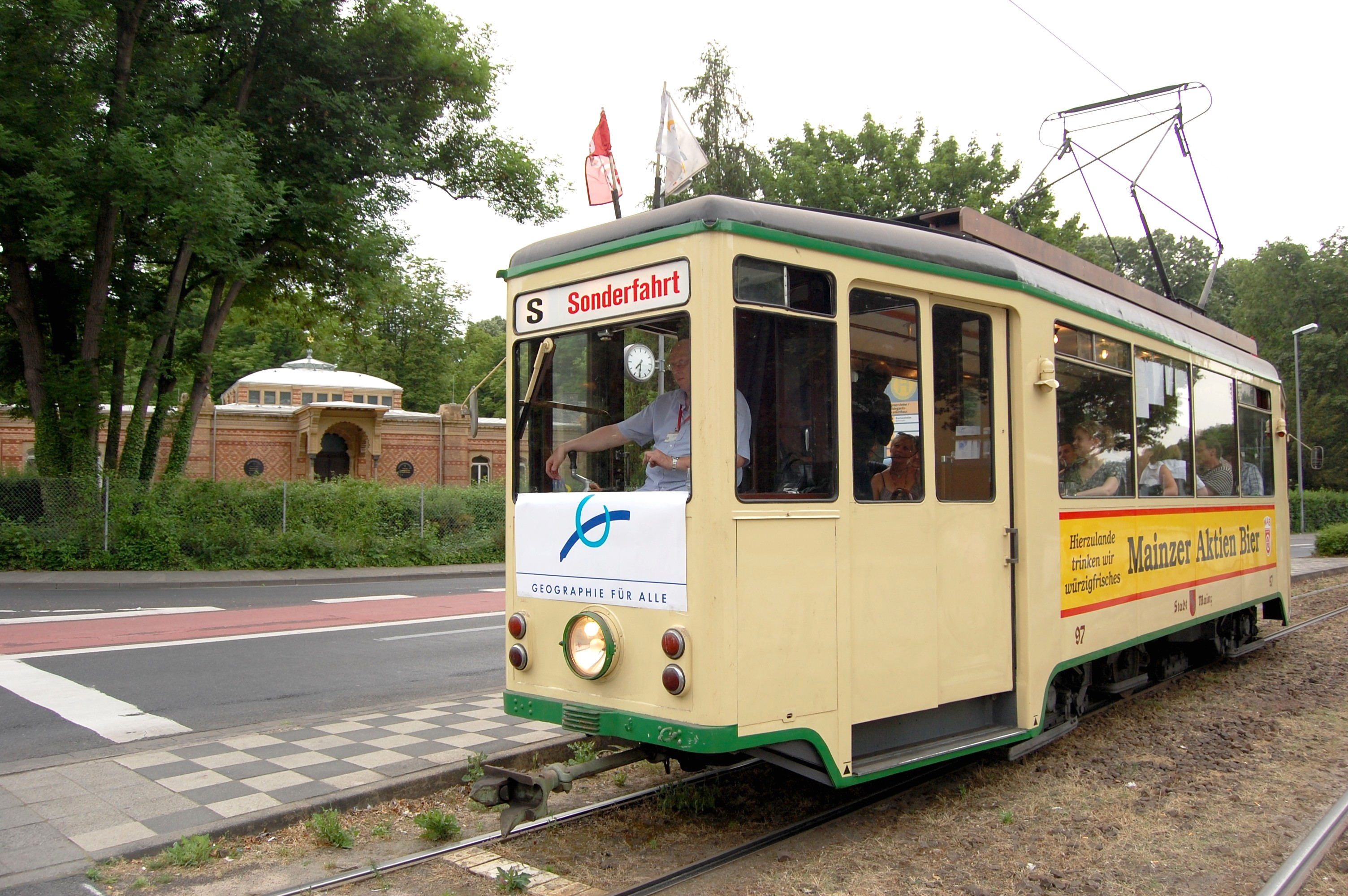
Straßenbahn mit MAB-Werbeaufschrift

Einen weiteren Investitionsanreiz stellte der Bau einiger neuer Bahnlinien um Mainz (Hessische Ludwigsbahn, Mainbahn, Linke Rheinstrecke) und der Bau des Mainzer Hauptbahnhofs dar, die günstige Transportmöglichkeiten vermittelten.
Eng verbunden mit dieser Entwicklung war die Mainzer Familie Jung. Immer wieder waren es Familienangehörige, die die Geschicke der Brauerei über drei Generationen leiteten, beginnend mit Dr. Otto Jung.